# Sándor Kőrösi Csoma

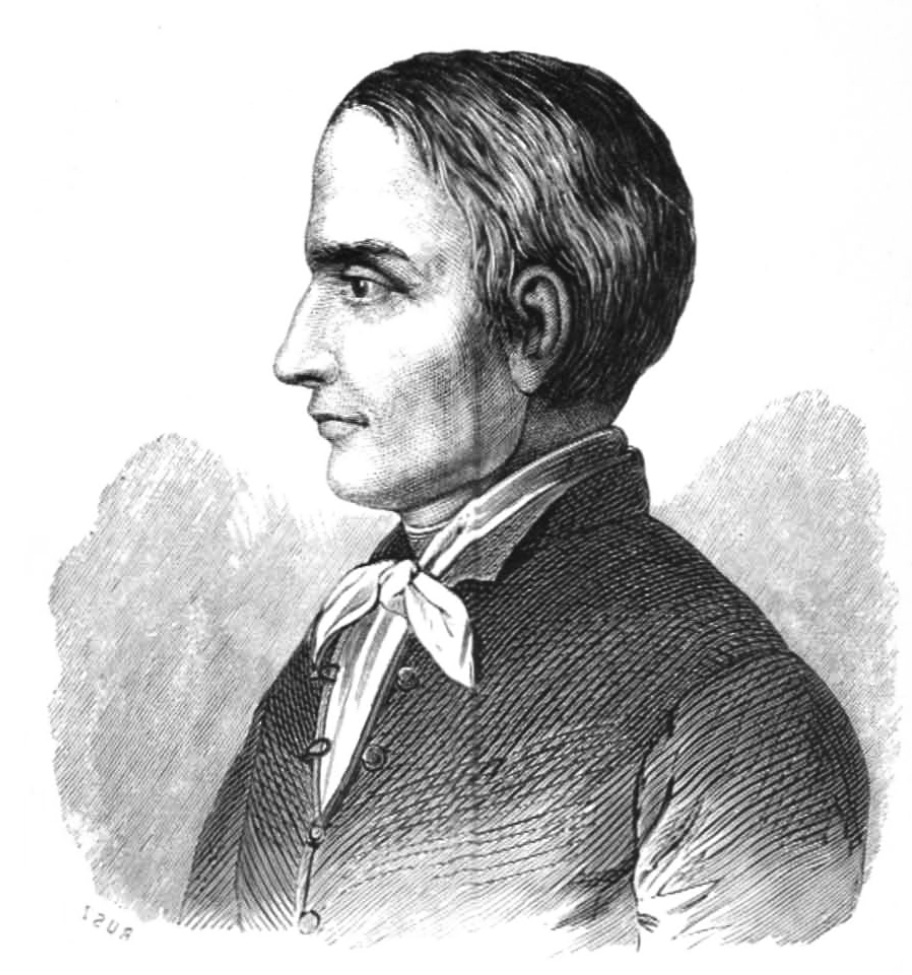
Alexander Csoma

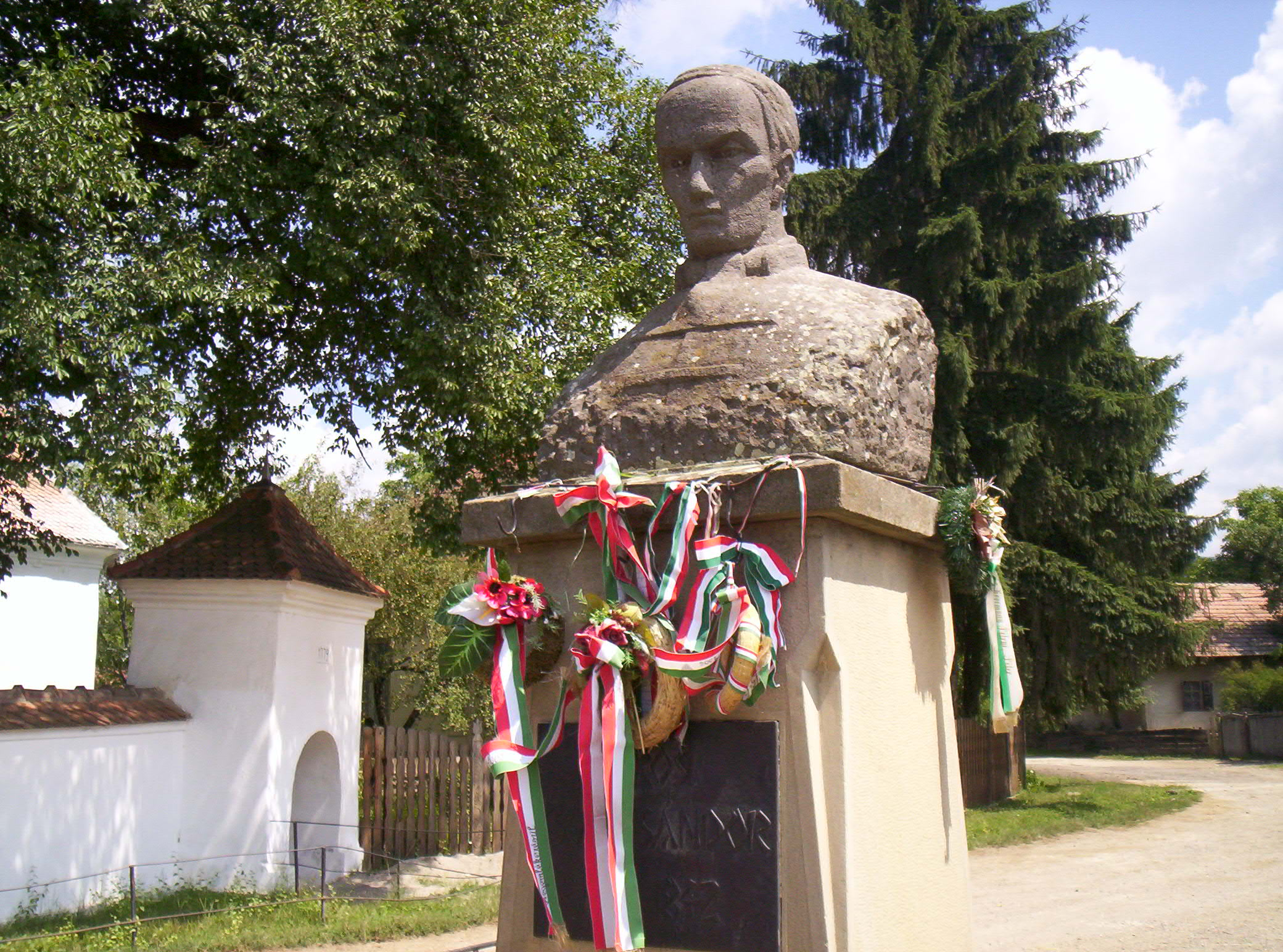
Borstbeeld Csoma

Sándor Kőrösi Csoma, ook wel Alexander Csoma de Kőrös, geboren als Csoma Sándor (Kőrös-Covasna, 27 maart 1784 - Darjeeling, 11 april 1842), was een Hongaars filoloog en oriëntalist van Szeklerse afkomst. Csoma wordt als de schrijver van het eerste grammatica- en woordenboek Tibetaans-Engels gezien als de grondlegger van de tibetologie. 

## Studie
Als telg uit een arm gezin wist hij in 1815 zijn studie op universitair niveau af te ronden aan het Bethlen Kollégium. Hierna reisde hij voor vervolgstudies naar Wenen, Heidelberg en Göttingen. In Göttingen studeerde hij 1816-18 Oriëntalistiek bij Johann Gottfried Eichhorn. Hij genoot hier bekendheid vanwege zijn beheersing van dertien talen.

## Reis naar Centraal-Azië
In 1818 keerde hij terug naar Transsylvanië en broedde op zijn plannen een grote reis oostwaarts te maken om de herkomst van de etnische Hongaren te achterhalen. Op 24 november 1819 startte hij met deze reis en vertrok naar Boekarest. Op 1 januari 1820 reisde hij verder naar Sofia.
Op 7 februari 1820 bereikte hij Constantinopel en reisde vanwege een epidemie meteen door naar Alexandrië in Egypte. Ook daar vertrok hij vrij snel vanwege een epidemie en reisde achtereenvolgens via Cyprus, Beiroet, Tripoli, Latakia, Aleppo, Mosoel, Bagdad naar Teheran, waar hij aankwam op 14 oktober van dat jaar. Hier verbleef hij gedurende langere tijd en verbeterde zijn beheersing van het Engels en Perzisch.
Hij liet zijn reisdocumenten achter in Teheran en reisde verder onder de Turkse naam Skender bey. Op 18 april 1821 bereikte hij Mashhad en vanwege de oorlog was hij genoodzaakt daar zes maanden te blijven. Zijn reis kon hij weer vervolgen op 20 oktober. Hij trok het Hindoekoesj-gebergte over en bereikte Kabul op 6 januari 1822. Vanaf daar trok hij zuidwaarts en op de Khyberpas ontmoette hij Franse soldaten met wie hij optrok naar Pesjawar en Lahore totdat hij Srinagar bereikte.

## Tibetologische studie
Nabij de grens met Kasjmir werd hij door de Britse Oost-Indische Compagnie gevraagd Tibetaans te leren en kort erna reisde hij af naar de afgelegen vallei Zanskar die tot dat moment nog niet door Europeanen was bezocht. Hier startte hij een intensieve, zestien maanden durende studie Tibetaans en boeddhistische cultuur onder begeleiding van de lokale lama Sangs-rgyas-phun-tshogs.
Van 1827-1830 bestudeerde hij een collectie Tibetaanse manuscripten in Ladakh en voltooide daar tegen zeer lage betaling van Rs. 50,- zijn woordenboek, de Tibetan Grammar and Dictionary. Daaronder was een inhoudelijke beschrijving van de kangyur, het belangrijkste deel van de canon van het Tibetaanse boeddhisme. Csoma had een exemplaar ontvangen van Brian Houghton Hodgson, de resident van de compagnie in Nepal. De inhoud van de kangyur was al begin achttiende eeuw door Ippolito Desideri op correcte wijze beschreven. Dat werk was echter vrijwel direct na het overlijden van Desideri in 1733 in de vergetelheid geraakt. Csoma wordt dan ook - feitelijk incorrect - meestal beschouwd als de eerste Europese ontdekker ervan. In 1831 vestigde hij zich in Calcutta om toe te zien op de publicatie en hij catalogiseerde zijn werk in de bibliotheek van de Asiatic Society. In 1833 werd hij unaniem gekozen als lid van de Asiatic Society en een jaar later werd hij erelid van de Royal Asiatic Society.
Van 1837 tot 1841 werkte hij als bibliothecaris voor de Asiatic Society en in 1842 plande hij een reis naar Lhasa in Tibet. Voordat hij daar echter aan begon, bezweek hij aan malaria.